# Erin Mullally
Erin Mullally es un actor y modelo australiano, más conocido por interpretar a Declan Napier en la serie australiana Neighbours.

## Biografía
Erin estudió negocios durante seis meses en la Universidad Wollongong.

## Carrera
En el 2010 interpretó a Rafael en la película de acción Ice, también apareció en la película de acción y aventura Resistance, donde interpretó a Terry Logan . 
Ese mismo año obtuvo su primer papel en televisión cuando se unió al elenco de la exitosa serie australiana Neighbours donde interpreta al joven y amoroso padre Declan Napier hasta ahora. El personaje de Declan fue interpretado por el actor James Sorensen del 2007 al 2010, sin embargo debido a que Sorensen decidió dejar la serie para unirse al ejército, los productores decidieron buscar un reemplazo para el personaje y el 30 de enero del mismo año escogieron a Mullally, quien inmediatamente después de la salida de Sorensen comenzó su participación.
En octubre del 2010 se anunció que Erin dejaría la serie en octubre del 2011. Su última aparición fue el 15 de marzo del mismo año.
El 7 de febrero de 2012 apareció como invitado en un episodio de la exitosa serie australiana Home and Away donde interpretó a Nathan Cunningham, un estríper contratado para actuar en la despedida de soltera de Bianca Scott.
El 22 de junio del mismo año se unió al elenco recurrente de la serie Lightning Point donde interpretó a Josh, un joven por quien Amber Mitchell (Philippa Coulthard) se siente atraída, hasta el final de la serie ese mismo año.

## Filmografía
Series de televisión
| Año         | Serie           | Personaje         | Notas             |
| ----------- | --------------- | ----------------- | ----------------- |
| 2012        | Lightning Point | Josh              | 25 episodios      |
| 2012        | Home and Away   | Nathan Cunningham | episodio # 1.5447 |
| 2011        | Ice             | Rafael            | 2 episodios       |
| 2010 - 2011 | Neighbours      | Declan Napier     | 298 episodios     |

Películas
| Año  | Serie             | Personaje   | Notas                                                                             |
| ---- | ----------------- | ----------- | --------------------------------------------------------------------------------- |
| 2012 | Arc               | -           | junto a Isabelle Cornish, Alexandra Park, James McFay & Lucas Pittaway            |
| 2012 | Kath & Kimderella | Juleo       | junto a Jane Turner, Gina Riley, Magda Szubanski, Nicholas Bell & Jessica De Gouw |
| 2010 | Resistance        | Terry Logan | junto Jane Badler & Kain O'Keefe                                                  |